# A型肝炎ワクチン
A型肝炎ワクチンは、A型肝炎を予防するワクチンである。このワクチンは投与された人のおよそ95%に効果があり、その効果は少なくとも15年間続き、人によっては生涯効果がみられる。投与する場合、1歳を過ぎてからの2度の投与が勧められている。投与方は筋肉注射である。
世界保健機関（WHO）はA型肝炎の発症する地域でのワクチン投与を推奨している。発症率が非常に高い地域では、幼少期に感染し免疫がつくことがほとんどのため、広範な予防接種は勧められていない。アメリカ疾病予防管理センター（CDC）は、感染リスクの高い大人と全ての子供への予防接種を勧めている。
重度の副作用は非常に希である。約15%の子供と半数の大人に穿刺による痛みが生じる。A型肝炎ワクチンは不活化ウイルスを含むものがほとんどであり、弱らしたウイルスを含んだ生ワクチンは少ない。生ワクチンの場合、妊娠中または免疫機能の貧しい人への投与は勧められない。いくつかの製剤には、A型肝炎ワクチンとB型肝炎ワクチン、または腸チフスワクチンを混合したものがある。
最初のA型肝炎ワクチンは、1991年にグラクソ・スミスクラインの「Havrix」がヨーロッパにて承認され、アメリカ合衆国ではEMDの「Vaqta」が1995年に承認され、日本ではKMバイオロジクス（2018年に化学及血清療法研究所から「エイムゲン」を継承）のみが製造している。このワクチンは世界保健機関の必須医薬品リストに記載されており、最も効果的で安全な医療制度に必要とされる医薬品である。米国では50 - 100米ドルで購入できる。